# Tau (lepton)

Verval van een tauon

Het tau-lepton (meervoud taus), ook wel tauon genoemd, is het derde generatie-equivalent van het elektron en het muon. Het is een subatomair deeltje of meer bepaald een elementair deeltje. Het hoort in het standaardmodel. Het heeft lading −1. Het heeft spin 1/2 en is dus een fermion.
Het behoort tot de familie van de leptonen, zijn massa is gelijk aan 1777,1 MeV/c² (ongeveer 3477 keer zoveel als het elektron). Zijn wetenschappelijke notatie is τ− en van zijn antideeltje τ+. Het is een instabiel deeltje, met een gemiddelde levensduur van 2,9×10−13 seconde leeft het dus maar kort in deeltjesversnellers.
Het werd in 1976 ontdekt door Martin Lewis Perl en zijn medewerkers bij het Stanford Linear Accelerator Center (SLAC) en leverde hem in 1995 de Nobelprijs voor Natuurkunde op. Het was het eerste deeltje van de derde generatie quark-leptonfamilie dat werd ontdekt. Perl vernoemde het tau-lepton naar de eerste letter (τ, tau) van het Griekse woord voor 3 (τρία, tria), waarbij 3 voor de derde generatie staat.